# Barleria rhynchocarpa
Barleria rhynchocarpa är en akantusväxtart som beskrevs av Johann Friedrich Klotzsch. Barleria rhynchocarpa ingår i släktet Barleria och familjen akantusväxter. Inga underarter finns listade i Catalogue of Life.